# Peter Dammann
Peter Dammann (* 6. Januar 1944 in Bielefeld; † 19. Juli 2009 ebenda) war ein deutscher Fußballspieler.

## Werdegang
Dammann begann seine Karriere in der Jugend von Arminia Bielefeld und gewann mit den Junioren 1961 die westdeutsche Meisterschaft. Ein Jahr später debütierte er in Arminias erster Mannschaft, die gerade in die II. Division West aufgestiegen war und sich 1963 für die neu geschaffene Regionalliga West qualifizierte. Zusammen mit Bernd Kirchner gehörte Dammann zu den Antreibern im Offensivspiel der Bielefelder. Im Jahre 1970 wurde Dammann mit der Arminia Vizemeister und schaffte in der folgenden Aufstiegsrunde den Sprung in die Bundesliga. Dammann wechselte daraufhin zum 1. FC Paderborn, wo er seine Karriere ausklingen ließ.
Peter Dammann absolvierte 105 Regionalligaspiele für die Arminia und erzielte dabei 30 Tore. Dazu kommen 18 Spiele und acht Tore in der II. Division West. Nach seiner Karriere arbeitete Dammann als Speditionskaufmann und starb im Jahre 2009.